# チアパス州

チアパス州
Estado Libre y Soberano de Chiapas

チアパス州 (チアパスしゅう、Estado de Chiapas) は、メキシコ南東に位置する州。北はタバスコ州、北西はベラクルス州に接し、西はオアハカ州、東は一部ウスマシンタ川が境界となってグアテマラに接する。南部は太平洋に面する。日本では「チャパス州」と表記されることも多い。
面積は73,887km2（28,528平方マイル）。人口は5,543,828人（2020年国勢調査）。
チアパス州の住民の多くは貧しい農民である。人口のおよそ3分の1はマヤ・インディオで地方住民の多くはスペイン語を話せない。州の住民の多くが栄養失調に苦しみ、その数は人口の40%以上と推測される。
先古典期後期のイサパ遺跡がある。オルメカ文明とマヤ文明の橋渡し的な役割をになったと注目された。最古の長期暦を刻んだ石碑2号で知られるチャパ・デ・コルソは、州の名称の由来にもなった。マヤ文明の壮麗な宮殿とパカル王の王墓で知られるパレンケ遺跡があり、世界遺産に登録されている。アステカ時代はソコヌスコと呼ばれた。
州章には、チアパス州の主要な観光資源であるスミデロ峡谷と峡谷を流れるグリハルバ川を図案化したものが使用されている。
2018年10月、ホンジュラスからのアメリカ合衆国を目指す移民の集団（キャラバン）が州内に入った。この時点でキャラバンの移動は国際問題となっており、エンリケ・ペニャニエト大統領は事態の沈静化を図るために、キャラバンの参加者が州内にとどまる場合、医療と教育、仕事を提供すると発表した。

## 隣接州
- オアハカ州
- ベラクルス州
- タバスコ州
- ペテン県
- キチェ県
- ウェウェテナンゴ県
- サン・マルコス県

## 主要都市
- トゥストラ・グティエレス
- タパチュラ
- サン・クリストバル・デ・ラス・カサス
- コミタン
- チアパ・デ・コルソ